# Ley de transferencias
La ley de transferencias de Colombia ―que tocaría los artículos 356 y 357 de la Constitución de 1991― gestiona la transferencia de recursos de la nación a los departamentos de Colombia.
En 2007, el proyecto de ley de Reforma General de Transferencia del presidente Álvaro Uribe Vélez estipula un recorte del presupuesto a los sectores de la salud y la educación de los departamentos colombianos.
En el Congreso de Colombia cursó en el primer semestre de 2007 un proyecto de ley de transferencias que según el partido liberal "afecta de forma radical el proceso de descentralización y la inversión en las regiones". Los senadores Héctor Helí Rojas y Luis Fernando Velasco al intervenir en el foro en la comisión primera, señalaron que el actual proyecto de ley de transferencias, "convierte a los alcaldes y gobernadores en limosneros del gobierno central". Se critica más específicamente que el gobierno colombiano en el fondo quería "revertir la descentralización"; sería un proyecto peligroso por regresivo, un "proyecto que le quita autonomía, que le quita capacidad política a los alcaldes y los gobernadores y concentra el gasto social o la plata de las regiones en el despacho del Presidente".

## Posición del gobierno
Según algunos movimientos a favor, entre ellos el Partido de la U, se pretende aumentar los recursos y su disponibilidad a las regiones, en forma estable, evitando el frecuente desvío de recursos.

## Referendo
Los partidos de oposición Polo Democrático Alternativo y Partido Liberal Colombiano han propuesto un referendo para revocar el acto legislativo que aprobó dicha ley por considerar que es “un golpe mortal contra la autonomía de las entidades territoriales” y por ende, a la Constitución Nacional. Para lo cual se adelanta la recolección de firmas para lograr la revocatoria. A esta iniciativa se han sumado diferentes organizaciones sociales así como agrupaciones políticas independientes como el Partido Verde Opción Centro.